# Art/Brut Center Gugging

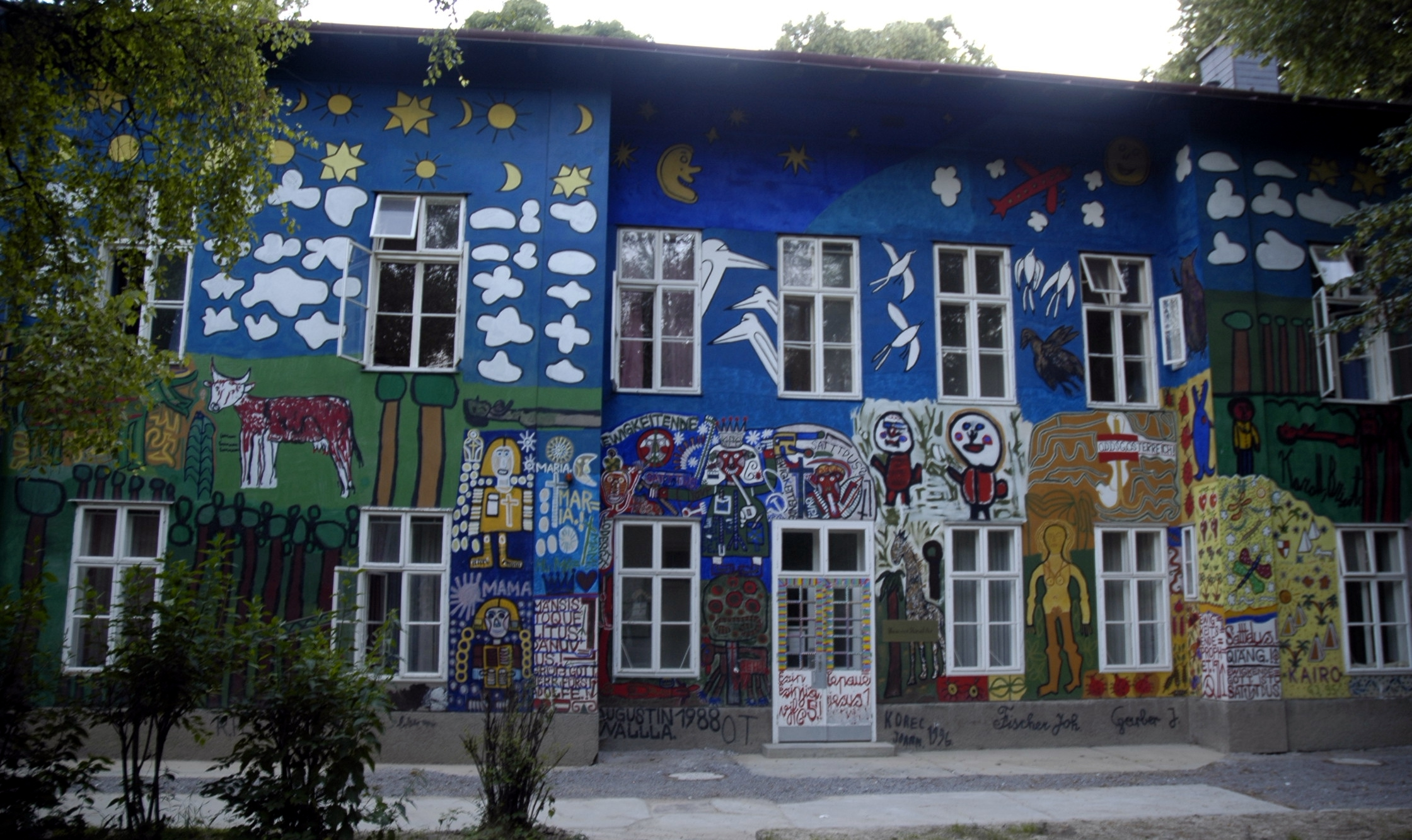
„Haus der Künstler“, bemalte Fassade

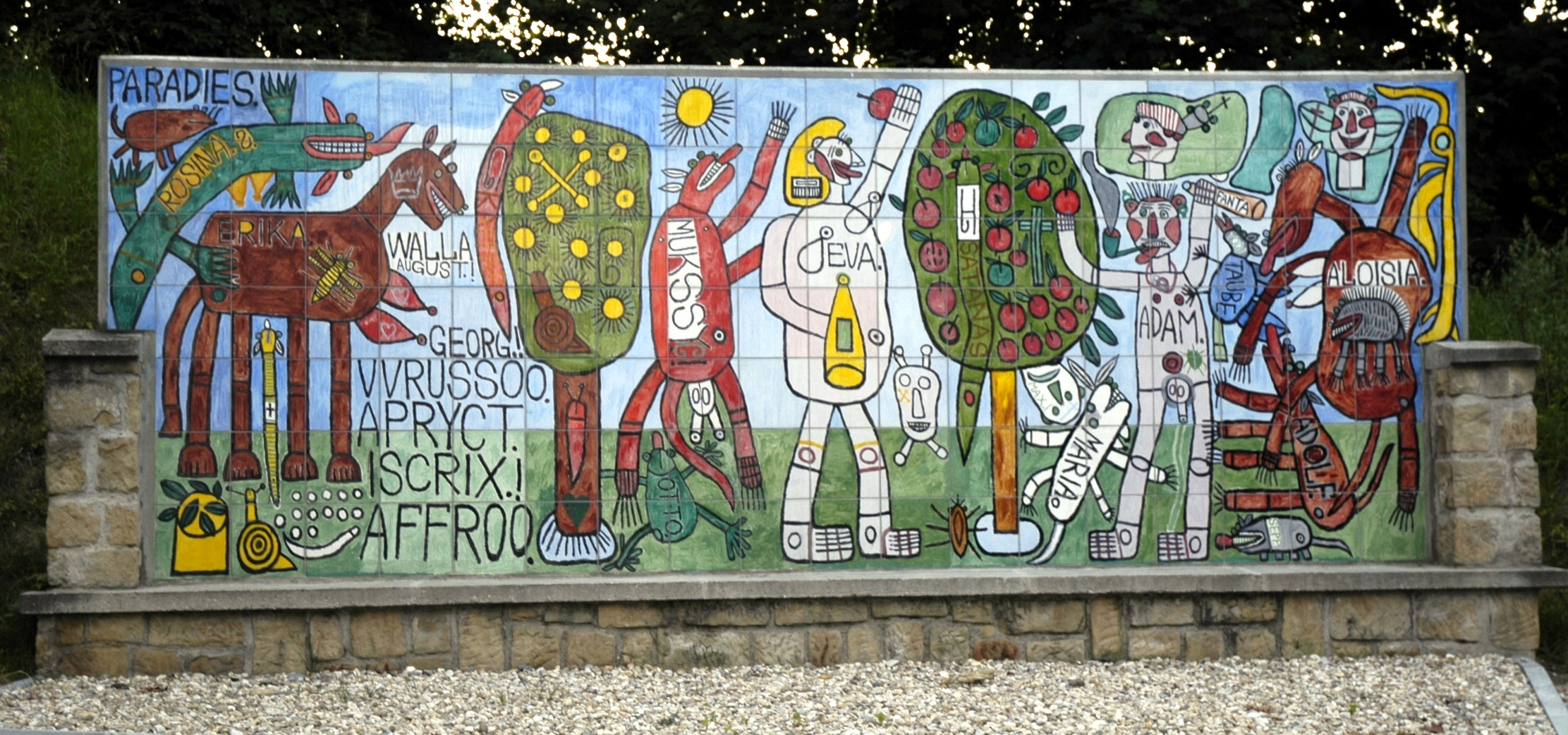
Malerei von August Walla auf Keramik, heute auf dem Gelände des Kunstzentrums Gugging

Das Art/Brut Center Gugging ist ein Kulturzentrum, das sich auf den ehemaligen Klinikarealen der 2007 geschlossenen NÖ Landesnervenklinik Ost – Klosterneuburg-Gugging befindet.

## Gegenwart
Das Art/Brut Center Gugging besteht aus folgenden Teilinstitutionen:
- Haus der Künstler
- museum gugging
- galerie gugging
- Offenes Atelier

In der gegenwärtigen Konstellation des Kulturzentrums greifen die historisch gewachsenen Teilinstitutionen ineinander: das Haus der Künstler ist eine vollbetreute Wohneinrichtung für Kunstschaffende mit Psychiatriehintergrund oder Behinderung. In der Wohneinrichtung wird die Basis für die künstlerische Tätigkeit der Bewohner geschaffen. Im Haus der Künstler und besonders im offenen Atelier werden Kunstschaffende individuell im schöpferischen Prozess unterstützt und gefördert. Das museum gugging und die galerie gugging bieten die Infrastruktur für einen den Kunstschaffenden und deren Werken entsprechenden professionellen Ausstellungsbetrieb.

## Geschichte

### Leo Navratil und die Zeichentest-Methode
Das Jahr 1954 markierte den Beginn der Entstehung von Bildwerken in der damaligen psychiatrischen Klinik Heil- und Pflegeanstalt Gugging: Der Psychiater Leo Navratil führte mit seinen Patienten spezielle Zeichentests zu diagnostischen Zwecken durch. Angeregt dazu wurde er durch die Auseinandersetzung mit der Methode „Personality projection in the drawing of a human figure: A method of personality investigation“ der amerikanischen Psychologin Karen Machover aus dem Jahr 1949. Navratil wurde überrascht von der Kreativität und dem künstlerischen Potenzial einzelner seiner Patienten. Dass es beinahe ausschließlich männliche Bildautoren sind, liegt daran, dass Navratil in den Männerabteilungen des psychiatrischen Krankenhauses tätig war.
1965 veröffentlichte Navratil Schizophrenie und Kunst. Ein Beitrag zur Psychologie des Gestaltens. Mit diesem Buch gelangten erstmals Abbildungen von Werken bzw. Lyrik aus der Klinik in Gugging an die Außenwelt. Die Publikation erregte das Interesse anderer Künstler dieser Zeit, wie beispielsweise Peter Pongratz oder Arnulf Rainer. Sie suchten darauf die psychiatrische Klinik in Gugging auf, um die Schöpferinnen und Schöpfer der unter Pseudonymen veröffentlichten Werke aus Navratils Publikation kennenzulernen und um mehr Werke zu sehen.

### Jean Dubuffet und Art brut
Im Jahr 1969 kam es zum ersten Briefwechsel zwischen Navratil und Jean Dubuffet, unter anderem Begründer des Terminus Art brut. Nachdem Navratil im Rahmen dieser Korrespondenz zwei Radierungen von Johann Hauser an Dubuffet geschickt hatte, erwuchs Dubuffets Interesse an den Kunstschaffenden in der Anstalt in Gugging. In weiterer Folge kam es zur Zuteilung der Werke aus Gugging und der Kategorisierung zur Art brut durch Dubuffet selbst. Werke aus Gugging wurden ab diesem Zeitpunkt verstärkt innerhalb dieser Zuschreibung rezipiert, die im wissenschaftlichen Diskurs fortlaufend kritisch diskutiert wird.

### Die erste Ausstellung von Kunst aus Gugging: „Pareidolien“
Im Jahr 1970 fand die erste Ausstellung von Kunstwerken aus Gugging statt. Schauplatz war die Galerie nächst St. Stephan im Stadtzentrum Wiens. Der Titel der Ausstellung lautete: „Pareidolien. Druckgraphik aus dem Niederösterreichischen Landeskrankenhaus für Psychiatrie und Neurologie Klosterneuburg.“ Gezeigt wurden 84 teilweise kolorierte Radierungen. Die Ausstellung war ein öffentlicher Erfolg. Das Interesse der Medien sowie der Besucherandrang waren hoch. 500 Blätter der gezeigten Graphiken wurden verkauft. Unter anderem erfolgte ein Ankauf von Werken aus Gugging durch die Albertina Wien.

### GründungHaus der KünstlerundArt/Brut Center Gugging
Zu Beginn der achtziger Jahre wurden Umstrukturierungen im Krankenhaus in Gugging vorgenommen. Diese brachten eine entscheidende Chance für Navratil und eine Gruppe künstlerisch talentierter Patienten mit sich: 1981 konnte Navratil, unter entscheidender Initiative des Klinikdirektors Alois Marksteiner, das „Zentrum für Kunst-Psychotherapie“ bzw. das spätere Haus der Künstler gründen. 18 Patienten zogen in das Zentrum ein und hatten ab diesem Zeitpunkt die Möglichkeit in ihrem Wohnbereich ihren kreativen Tätigkeiten nachzugehen und dabei besondere Unterstützung zu erfahren.
Im Jahr 1986 trat Johann Feilacher, ab diesem Zeitpunkt Leiter des hauses der künstler sowie späterer Gründer des Art/Brut Center Gugging und künstlerischer Direktor des museum gugging, Navratils Nachfolge an. Unter Feilachers Initiative begann man 1983 die Bemalung der Fassade der Wohneinrichtung. 1986 erfolgte durch ihn die Umbenennung des „Zentrums für Kunst-Psychotherapie“ in Haus der Künstler. Mit der Umbenennung initiierte Feilacher sowohl eine inhaltliche Umorientierung der Wohneinrichtung, als auch die Aufhebung des Patientenstatus – Menschen und Kunstschaffende wurden in den Mittelpunkt gerückt.
1994 wurde die galerie gugging als Verkaufsgalerie gegründet. Ab dem Jahr 1997 begann man mit der Renovierung und dem Umbau des ehemaligen Kinderhauses der „NÖ Landes-Irrenanstalt Kierling Gugging“, um Galerieräumlichkeiten sowie Arbeits- und Lagerräume zu schaffen. Im Jahr 2006 wurde in diesen Räumlichkeiten schließlich das Art/Brut Center Gugging in seiner heutigen Form eröffnet.

## Künstler aus Gugging
Bekannteste Kunstschaffende aus Gugging der ersten Generation sind die Künstler Johann Hauser, Oswald Tschirtner, August Walla sowie der Lyriker Ernst Herbeck.
Die erste Generation der Künstler aus Gugging waren Patienten der damaligen Heil- und Pflegeanstalt Gugging. Der Psychiater Leo Navratil entdeckte zu Teilen deren künstlerisches Talent im Rahmen der von ihm in Gugging praktizierten Zeichentest-Methode bzw. wurde er in Folge seiner Tätigkeit darauf aufmerksam gemacht. Das beinahe ausschließlich männliche Geschlecht der ersten Generation von Künstlern aus Gugging ist darauf zurückzuführen, dass Navratil in den Männerabteilungen des psychiatrischen Krankenhauses tätig war.
Heute werden die Werke von Kunstschaffenden aus Gugging der ersten Generation und der gegenwärtigen, im Rahmen wechselnder Ausstellungen im museum gugging präsentiert bzw. von der galerie gugging vertreten. Werke aus Gugging sind darüber hinaus Teil internationaler privater und öffentlicher Sammlungen, wie des Philadelphia Museum of Art, des Milwaukee Art Museum oder des Setagaya Art Museum, Tokyo.
Folgende Künstler gingen aus Gugging hervor (Auswahl):
- Franz Artenjak (1920–1985)
- Josef Bachler (1914–1979)
- Laila Bachtiar (* 1971)
- Josef Blahaut (1922–unbekannt)
- Anton Dobay (1906–1986)
- Leonhard Fink (* 1982)
- Alois Fischbach (1926–1987)
- Johann Fischer (1919–2008)
- Franz Gableck (1910–1974)
- Johann Garber (* 1947)
- Johann Hauser (1926–1996)
- Ernst Herbeck (1920–1991)
- Helmut Hladisch (* 1961)
- Rudolf Horacek (1915–1986)
- Franz Kamlander (1920–1999)
- Franz Kernbeis (1935–2019)
- Fritz Koller (1929–1994)
- Johann Korec (1937–2008)
- Rudolf Limberger (1937–1988)
- Fritz Opitz (1911–1987)
- Otto Prinz (1906–1980)
- Heinrich Reisenbauer (1938–2025)
- Arnold Schmidt (* 1959)
- Philipp Schöpke (1921–1998)
- Günther Schützenhöfer (* 1965)
- Jürgen Tauscher (* 1974)
- Oswald Tschirtner (1920–2007)
- Karl Vondal (1953–2024)
- August Walla (1936–2001)
- Erich Zittra (1915–1980)

## Auszeichnungen und Ehrungen
Im Jahr 1990 wurde die Gruppe der Künstler aus Gugging mit dem Oskar-Kokoschka Preis ausgezeichnet.

## Rezeption
Kunstschaffende waren fasziniert von Kunst aus Gugging und suchen bis heute die kreative Auseinandersetzung damit: Arnulf Rainer, Alfred Hrdlicka, Eduard Angeli, Peter Pongratz, Franz Ringel, Loys Egg, Friederike Mayröcker, Ernst Jandl, André Heller waren früh an einer Auseinandersetzung interessiert.
Vermittelt durch André Heller besuchte im Jahr 1994 David Bowie gemeinsam mit Brian Eno das haus der künstler in Gugging. Der Besuch wurde von der Fotografin Christine de Grancy dokumentiert. Im Jahr darauf erschien in Zusammenarbeit mit Eno Bowies Album 1. Outside, das sich mit menschlicher Existenz abseits der Norm auseinandersetzt.
Der Modeschöpfer Christopher Kane kreierte im Jahr 2015 eine Kollektion, zu der er sich vor Ort in Gugging vor allem von den Werken von Johann Korec und Heinrich Reisenbauer inspirieren ließ. Die aus diesem Besuch resultierende Pre-Fall Collection wurde im Jänner 2017 erstmals in Kanes Showroom in Paris präsentiert.